# Петротермальная энергетика
Петротерма́льная энерге́тика — направление геотермальной энергетики, использующее теплоту сухих горных пород.
Геотермальные ресурсы делятся на гидротермальные и петротермальные. Гидротермальная энергетика нацелена на добычу тепла подземных вод естественного происхождения. Петротермальная — на добычу тепла непосредственно самих горных пород, температура которых тем выше, чем глубже они расположены. Степень роста температуры пород с увеличением глубины характеризуется геотермическим градиентом: в среднем, он составляет 0,02 °C/м, при таком градиенте температура земной коры достигает 100 °C на глубине 5 км.
В настоящее время гидротермальная технология наиболее распространена, поскольку она значительно проще в реализации. Однако создание гидротермальной системы возможно только там, где имеются подходящие геотермальные воды, например — в зонах вулканизма. Поэтому из всех пригодных для использования геотермальных ресурсов Земли гидротермальные составляют лишь около 1 %, тогда как остальные 99 % приходятся на петротермальные. Это позволяет создавать петротермальные системы практически в любом месте Земли.

## Принцип работы
Для извлечения петротермальной энергии используются геотермальные циркуляционные системы (ГЦС).
Данная система включает в себя подземный коллектор, нагнетательную скважину, добычную скважину и поверхностный комплекс, содержащий оборудование, обеспечивающие эксплуатацию системы.
Коллектор представляет собой проницаемую зону в горной породе, через которую протекает теплоноситель. Он должен иметь развитую теплообменную поверхность, чтобы обеспечить эффективный отбор теплоносителем тепла у породы. Он также должен иметь достаточную проницаемость, для циркуляции теплоносителя. Коллектор может быть как естественного, так и искусственного происхождения.
- К естественным относятся пористые пласты и зоны естественной трещиноватости.
- Искусственный коллектор создаётся в непроницаемых породах при помощи гидравлического разрыва массива. В нагнетательную скважину под высоким давлением подаётся рабочая жидкость. В результате в массиве возникают и расширяются трещины, по которым может циркулировать теплоноситель.

В качестве теплоносителя, как правило, используется вода.
Теплоноситель подаётся в коллектор через нагнетательную скважину. Протекая через коллектор, теплоноситель осуществляет отбор тепла и извлекается через добычную скважину. Полученное тепло может быть использовано для отопления или генерации электроэнергии. После этого отработанный теплоноситель снова подаётся в нагнетательную скважину.
Если коллектор изолирован, то потери теплоносителя будут незначительными, и будут снижаться в ходе эксплуатации.

## Преимущества и недостатки
Основными достоинствами петротермальной энергетики являются практическая неисчерпаемость и повсеместная доступность петротермальных ресурсов.
Кроме того, к её преимуществам относятся безотходность, экологическая безопасность и сравнительно низкая трудоёмкость создания и эксплуатации.
К недостаткам относится низкий энергетический потенциал пород на глубинах до 3 км. Для создания теплоснабжающих станций достаточно температуры теплоносителя в пределах 150 °C. Однако, в большинстве мест, такая температура доступна лишь на глубине 6 км, и лишь в немногих — 3 км. Для создания теплоэлектростанции необходима температура 250—280 °C, что соответствует глубине 10 км. Бурение таких скважин обходится очень дорого и делает петротермальные станции неконкурентоспособными.
Среди других недостатков — стационарность коммуникаций и невозможность складирования энергетических ресурсов, в отличие от топливной энергетики.
В зоне, где расположена станция, возможно локальное похолодание климата. Однако, по оценке Проблемной лаборатории горной теплофизики Ленинградского горного института, в течение 13000 лет после завершения работы станции максимальное понижение температуры нейтрального слоя составит не более 0,1°, что пренебрежимо мало по сравнению с естественными колебаниями климата.

### Наведённая сейсмичность
Стимулирование коллекторов геотермальных систем может спровоцировать землетрясения. Максимальная сейсмическая активность может достигать 3,0—3,7 единицы по шкале Рихтера.
Подобные землетрясения происходили в Швейцарии, Германии и других странах. В 2017 в Южной Корее произошло землетрясение магнитудой 5,4 единицы.
Тем не менее, применение новых технологий позволяют существенно снизить сейсмическую активность при гидроразрыве.

## Терминология
Термин «петротермальный» впервые применён в 1982 году В. Робертсом и П. Крюгером.
В англоязычной литературе имеет место путаница в терминологии, связанной с геотермальными системами.
Так, в 1970 было введено понятие «горячие сухие горные породы» (hot dry rock, HDR), обозначающие системы с искусственным коллектором, извлекающие тепло из горячих пород, в которых отсутствует вода естественного происхождения. Однако, некоторые породы содержат некоторое количество воды естественного происхождения, поэтому для них в 1998 году было введено понятие «горячие влажные горные породы» (hot wet rock, HWR). Также в 2003 году было введено понятие «горячие трещиноватые горные породы» (hot fractured rock) для обозначения проницаемых пород с естественной трещиноватостью. Все они относятся к петротермальным ресурсам.
Также с петротермальными системами связаны понятия: глубокая добыча тепла (deep heat mining, DHM), «стимулированные геотермальные системы» (stimulated geothermal systems, SGS), «улучшенные» или «искусственные геотермальные системы» (enhanced или engineered geothermal systems, EGS). Последние термины обозначают геотермальные циркуляционные системы, к которым было применено искусственное стимулирование коллектора, и относятся не только к петротермальным, но и к гидротермальным системам.
Кроме этого, в некоторых работах используется понятие «ресурсы водоносного горизонта в комплексе горячих пород осадочного происхождения» (hot sedimentary aquifers, HSA). Оно относится к породам осадочного происхождения, содержащих некоторое количество вод естественного происхождения, но, при этом, в отличие от гидротермальных ресурсов, с преобладанием кондуктивной теплопередачи, что сближает их с петротермальными ресурсами. Однако, чётких общепринятых критериев для данной категории нет.

## История
В 1898 году К. Э. Циолковский высказал идею о возможности долговременного извлечения тепловой энергии глубоких горячих пород за счёт теплообмена с холодной водой. Эта идея получила развитие в его работах, опубликованных в 1903 и 1914 годах.
В 1904 и 1919 годах Чарлз Парсонс выступал с предложением создать сверхглубокую шахту для добычи тепловой энергии.
В 1920 году академик В. А. Обручев описал в повести «Тепловая шахта» ГЦС, извлекающую энергию из гранитного массива на глубине 3 км. Хотя предложенная им схема была неэффективной и вряд ли осуществимой, тем не менее, саму идею поддержали В. И. Вернадский и А. Е. Ферсман, а также И. М. Губкин, А. А. Скочинский, А. Н. Тихонов.
В СССР основы геотермальной теплофизики заложили профессор Ленинградского горного института им. Плеханова Ю. Д. Дядькин, академики АН УССР А. Н. Щербань и О. А. Кремнёв. В рамках данной дисциплины исследовались процессы тепломассопереноса в различных средах и разрабатывались способы извлечения геотермальной, в том числе петротермальной, энергии.
В настоящее время в мире реализовано несколько проектов петротермальных теплоснабжающих станций и электростанций, однако, они составляют крайне незначительную часть в общем энергетическом балансе.

### Петротермальные циркуляционные системы с естественным коллектором
Первая петротермальная ГЦС, использующая тепло пористых горных пород, была построена в Париже в 1963 году и предназначалась для отопления комплекса Brodkastin Chaos.
В 1969 в городе Мелён была запущена ГЦС, отапливающая 3000 квартир.
Впоследствии аналогичные проекты теплоснабжения были реализованы в Германии, Венгрии, Румынии, США и других странах, в том числе в России (в Дагестане, в Красноярском крае и на Камчатке).
Всего, по данным на 2013 год, во Франции было реализовано более 60, в США — более 224 петротермальных систем, использующих тепло пластов с естественной проницаемостью. Они используются для теплоснабжения и для выработки электроэнергии.

### Петротермальные циркуляционные системы с искусственным коллектором
В 1970 году Лос-Аламосская национальная лаборатория США разработала и запатентовала технологию извлечения петротермальной энергии. В 1974 году она запустила проект Fenton Hill — первую ГЦС, извлекающую тепло из непроницаемых горных пород. Коллекторы были созданы при помощи гидроразрыва. Глубина скважин первого коллектора составляла около 2,7 км, температура пород 180 °C. Глубина скважин второго коллектора — 4,4 км с температурой 327 °C. Система эксплуатировалась в тестовом режиме до 2000 года. Энергия, полученная за всё время её эксплуатации, в 8 раз превосходит энергию, затраченную на обеспечение циркуляции теплоносителя.
В 1983 году экспериментальная петротермальная ГЦС с применением гидроразрыва была создана в Корнуэлле, Великобритания.
В 1986 году был начат совместный проект Франции, Германии и Великобритании по созданию петротермальной ГЦС в Сульц-су-Форе. Первая попытка создать коллектор на глубине 2,2 км не увенчалась успехом. К 1995—1997 годам удалось создать коллектор на глубине 3,9 км, где температура пород составляла 168 °C, и провести удачные опыты по циркуляции теплоносителя. Тепловая мощность системы достигала 10 МВт, тогда как на работу насосного оборудования требовалось всего лишь 250 кВт; потерь теплоносителя не было. К 2005 году был создан коллектор на глубине 5,1 км, были проведены циркуляционные тесты, в ходе которых температура теплоносителя на выходе из коллектора составляла около 160 °C, потери теплоносителя были незначительными. Была построена электростанция, которая, начиная 2016 года, успешно эксплуатируется в непрерывном режиме. Её электрическая мощность составляет 1,7 МВт.
В России в 1991 году создавалась система петротермального теплоснабжения в Тырныаузе. Был осуществлён гидроразрыв гранитного пласта на глубине 3,7 км, где температура достигала 200 °C. Однако, из-за аварии, а также в связи с начавшимся военным конфликтом, проект был закрыт. Работавшие над ним специалисты переключились на Санкт-Петербургский геотермальный проект, подразумевавший создание системы петротермального теплоснабжения. Однако, его реализация ограничилась бурением разведочно-исследовательской скважины и проведением исследовательских работ в районе Пулково.
Проекты петротермальных систем, основанные на технологии HDR, разрабатывались или разрабатываются в США, Германии, Франции, Италии, Японии, Швейцарии, Китае и Австралии и других странах.